# Samsung NX10
Le Samsung NX10 est un appareil photo numérique hybride au format APS-C de 14,0 mégapixels effectifs fabriqué par Samsung. Il a été annoncé le 4 janvier 2010 et est l'un des premiers appareils hybrides équipés d'un capteur APS-C. Le Samsung NX11 (en) remplace le NX10 à partir de février 2011.

## Caractéristiques
- Capteur CMOS APS-C de 15,1 mégapixels avec 14,6 mégapixels effectifs (successeur du capteur du Pentax K20D)
- Monture Samsung NX propriétaire
- Formats d'image JPEG et RAW (propriétaire basé sur TIFF[3])
- Vidéo jusqu'à 720p (H.264, 30 images/s)
- Autofocus rapide à mesure de contraste
- Écran AMOLED de 3" (614000 points, matrice RGB avec rendu des sous-pixels (en) (famille de matrices PenTile (en))
- Viseur électronique de 921000 points
- Interface compatible avec la technologie HDMI 1.3 CEC (Anynet+)
- Processeur d'images DRIMe II
- Système denettoyage du capteur par ultrasons
- "i-Function" de Samsung (à partir du firmware ver. 1.20)
- Adaptateur GPS optionnel
- Photo panoramique (à partir du firmware ver. 1.30)